# Muntroest
De muntroest (Puccinia menthae) is een autoecische roestschimmel behorend tot de familie Pucciniaceae. Deze biotrofe parasiet komt over de hele wereld voor op munt. In Nederland is de schimmel matig algemeen.

## Waardplanten
De muntroest komt vooral voor op aarmunt en pepermunt. Het forma specialis, dat pepermunt infecteert, kan geen aarmunt infecteren en het forma specialis dat aarmunt infecteert, kan pepermunt niet infecteren, maar beide forma specialis kunnen wel Mentha × gracilis infecteren. In een studie uitgevoerd door Stiles et al. werd gevonden dat een muntroest-isolaat gevonden op wilde marjolein wilde marjolein, Salvia fruticosa en echte marjolein kan infecteren, maar geen aarmunt kan infecteren. Stiles verkreeg nog een roestisolaat uit pepermunt en ontdekte dat het wilde marjolein of verwante soorten niet infecteerde. Dit suggereert dat de forma speciales van muntroest waardplantspecifiek binnen de plantenfamilie Lamiaceae zijn.
Bij het begin van de aantasting worden chlorotische vlekken op de bovenzijde van de bladeren en oranje urediniosporen gevormd en puisten aan de onderzijde van de bladeren. Naarmate het seizoen vordert, veranderen de vlekken in bruine puisten, telia, omgeven door een chlorotische halo. Bladeren vallen vaak van de plant. De spermogonia vormen aeciosporen, die bij infectie hypertrofie, verdraaiing en vervorming van jonge pepermuntscheuten veroorzaken.

## Levenscyclus
De levenscyclus van muntroest heeft vijf stadia, die op dezelfde waardplanten doorlopen worden. Deze roestsoort heeft alle 4 de roestsporen: teliosporen, basidiosporen, aeciosporen en urediniosporen. Daarnaast worden spermatiën gevormd.
Teliosporen worden geproduceerd van mei tot december op bladeren, stengels of wortelstokken. Ze zijn ellipsvormig en enigszins ingesnoerd bij het septum en zijn 22-30 × 17-24 µm groot. Ze hebben een klein kapje op de top en meestal een wrattenachtige wand, die aan de zijkanten 1,5–2 μm dik is en 3–4 μm in het midden. Hun enigszins geelachtige steel is 20 μm lang. Deze sporen overwinteren en hebben een rustperiode nodig voordat ze kunnen ontkiemen. Deze rustperiode moet minimaal 12 dagen zijn. Ze vormen vervolgens een basidium met basidiosporen.
Basidiosporen infecteren jonge muntplanten in december en januari. Ze vormen kleine rode vlekjes op bladweefsel met een diameter van 1–3 mm. De ontwikkeling van spermogonia en aecia vereist warmere temperaturen ~20°C en wordt sterk geremd door koudere temperaturen.De basidiosporen vormen een 90–160 μm groot spermogonium met spermatiën en receptieve hyfen. De peridiumcellen zijn 10–16 × 32–45 μm groot. Hun buitenwand is 3–5 μm dik en de binnenwand 2–5 μm. Na bevruchting van een receptieve hyfe van het spermogonium door een spermatium met een ander paringstype wordt een 0,3–0,4 mm groot, komvormig aecium met haploïde-dikaryotische aecidiosporen gevormd.
Aeciosporen zijn bolvormig of ellipsvormig, 18-28µm in diameter. De kleurloze of lichtgele wand is gelijkmatig bedekt met 1-2 μm dikke papillen. De grootste productie van aeciosporen vindt plaats in maart en april. De incubatietijd die nodig is om urediniosporen te produceren varieert rond de 15 dagen in kasomstandigheden en in veldomstandigheden was de incubatieperiode langer met meer variabiliteit. De aanvankelijke verspreiding van aeciosporen is beperkt tot enkele meters.De aeciosporen produceren uredinia met een diameter van maximaal 0,5 mm, die urediniosporen produceren.
Urediniosporen zijn ellipsoïdaal of obovoïdaal, 22-26 × 18-22 µm groot. Ze hebben een gladde wand en drie equatoriale kiemporen. Deze sporen komen vrij vanaf april en mei en kunnen niet overwinteren in het veld. Vocht heeft een grote invloed op deze fase van de levenscyclus, aangezien een periode met een hoge luchtvochtigheid (bladnatperiode) noodzakelijk is voor een infectie door urediniosporen. Urediniosporen ontkiemen en vormen haustoriën. Een haustorium dringt het weefsel van de plant binnen, maar gaat niet door het celmembraan heen. Uredinia worden gevormd aan de onderkant van de bladeren. Urediniosporen kunnen ontkiemen bij 5- 30°C met een optimale temperatuur van ~20°C. Urediniosporen vormen weer uredinia met urediniosporen en telia met teliosporen.

## Foto's

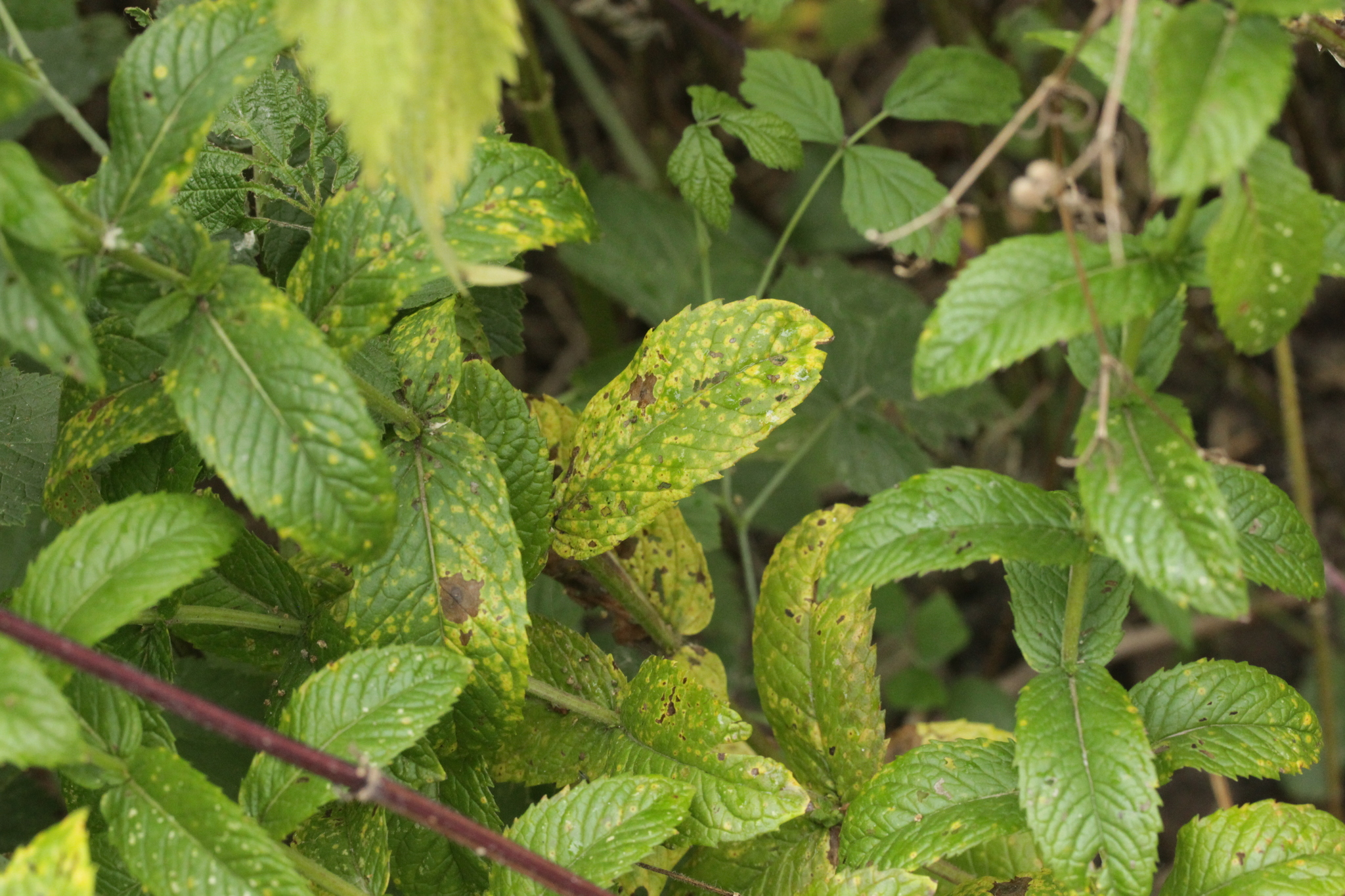
Aangetaste plant
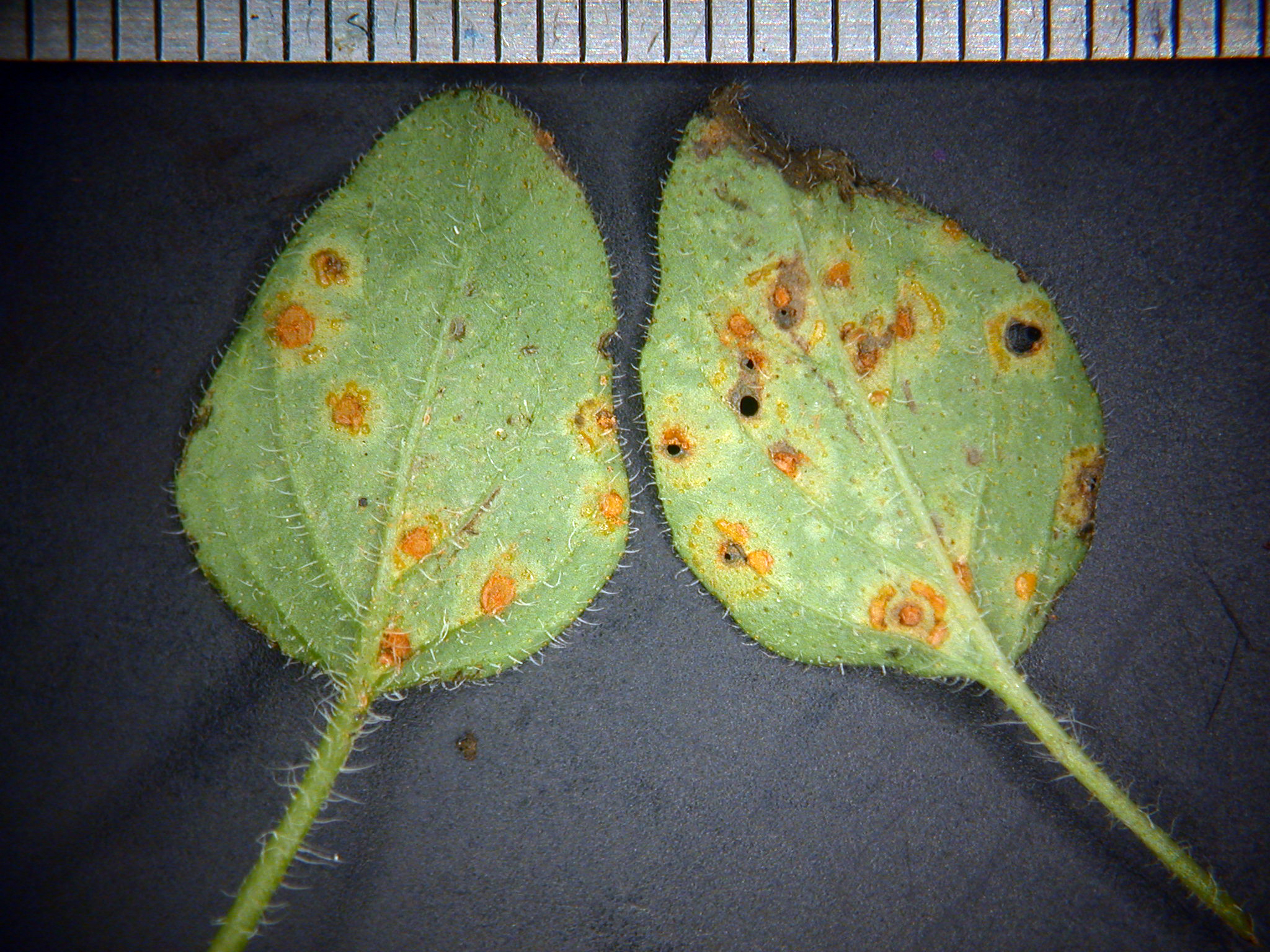
Uredinia
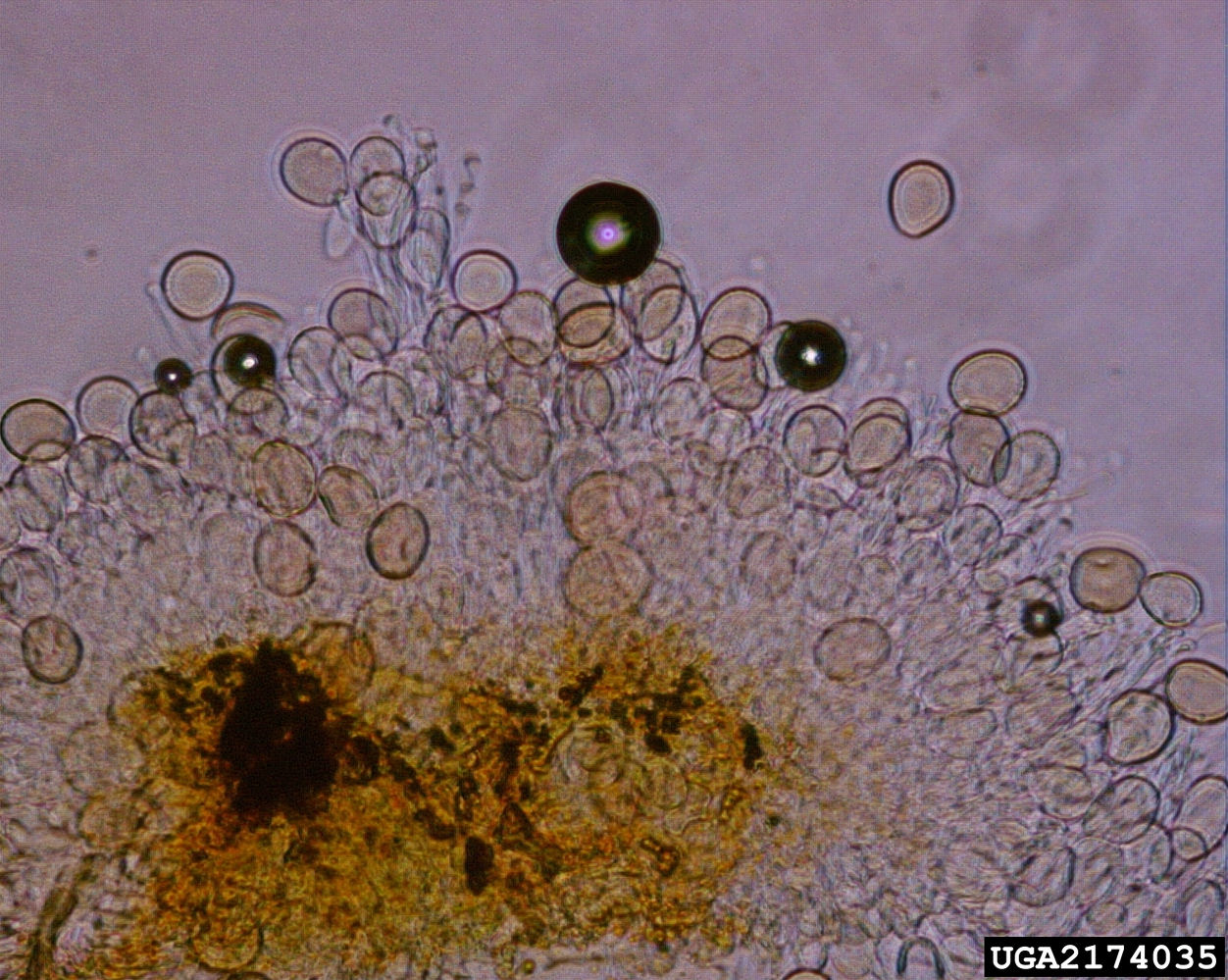
Uredinium
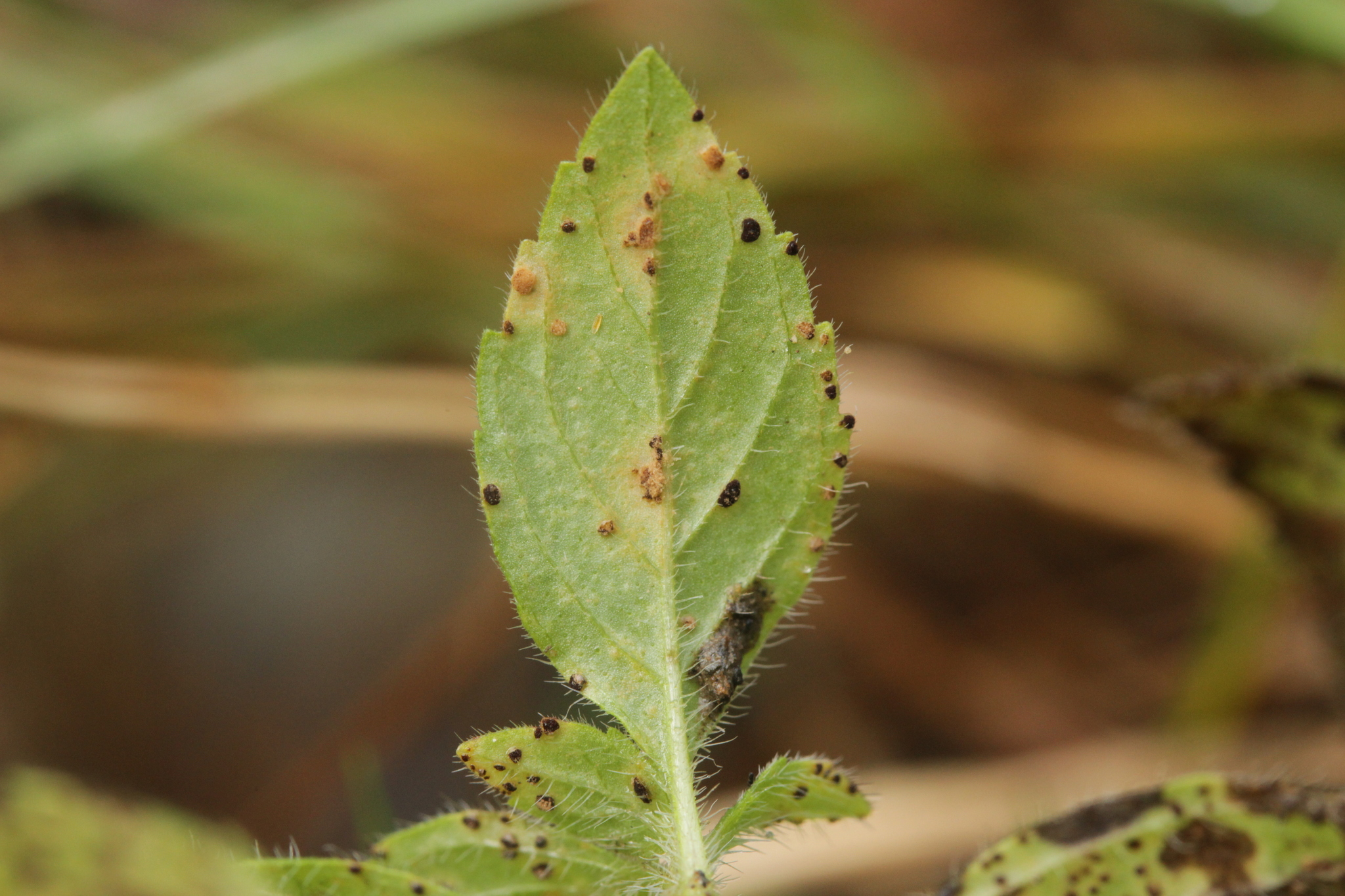
Telia
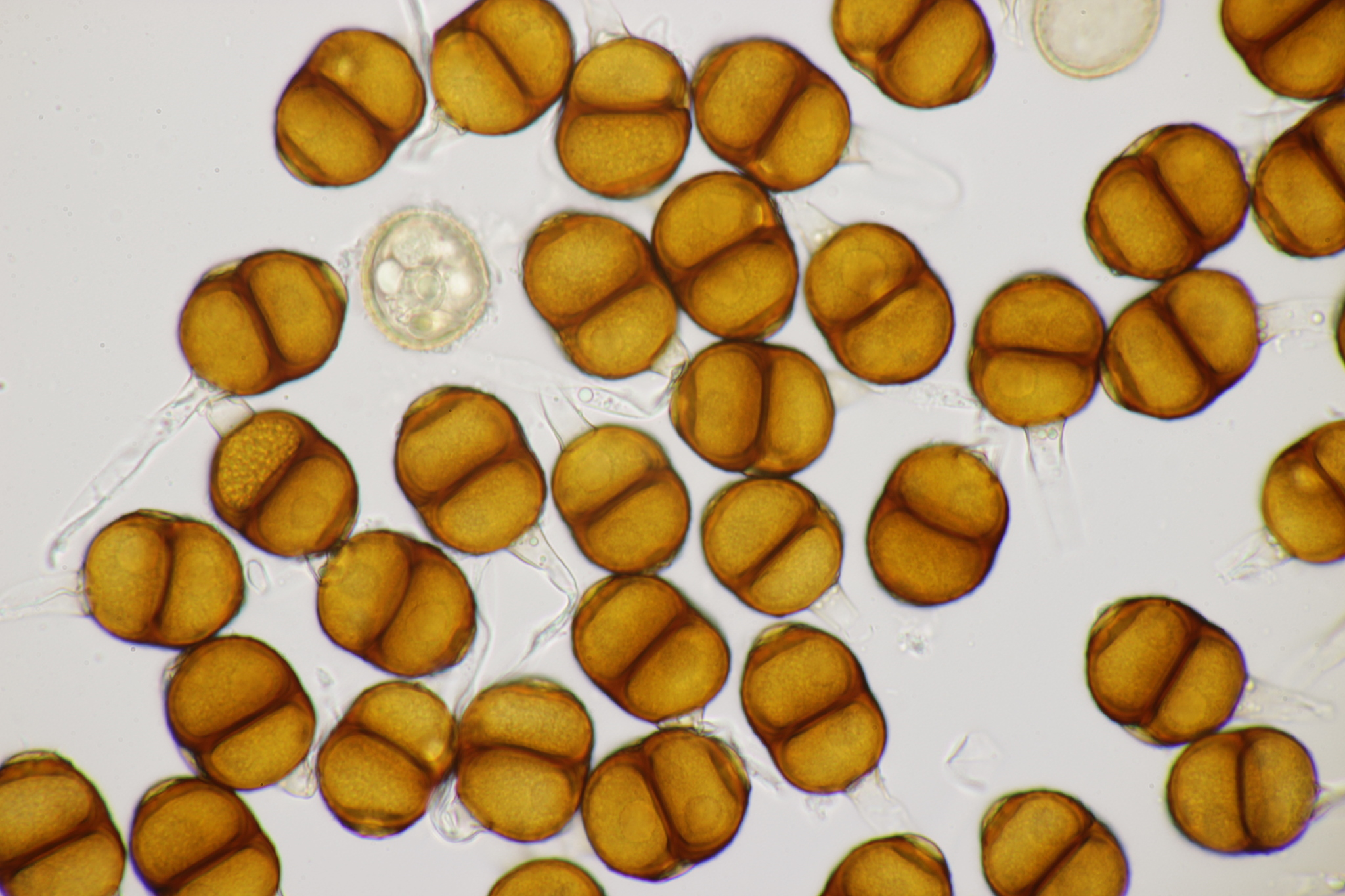
Teliosporen

## Parasitering
Muntroest wordt geparasiteerd door de hyperparasiet Mycodiplosis sphaerothecae. De larven vreten van de urediniosporen, teliosporen en aeciosporen van onder andere muntroest.